# Nová Ves u Českých Budějovic
Nová Ves u Českých Budějovic – stacja kolejowa w miejscowości Nová Ves, w kraju południowoczeskim, w Czechach. Położony jest na linii Czeskie Budziejowice - Gmünd. Znajduje się na wysokości 455 m n.p.m.
Na stacji nie ma możliwości zakupu biletów, a obsługa podróżnych odbywa się w pociągu.

## Linie kolejowe
- 199 České Budějovice - Gmünd